# アジア議会

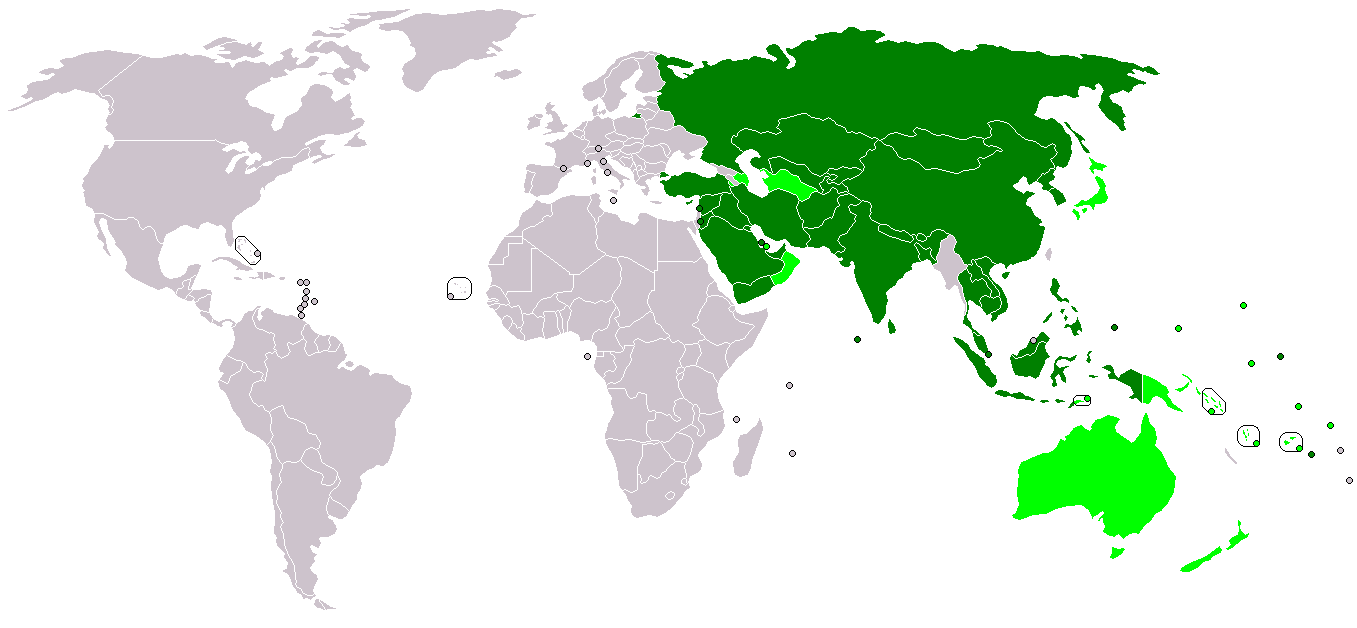
メンバー諸国
オブザーバー諸国

アジア議会（アジアぎかい、Asian Parliamentary Assembly, APA）、ないし、アジア議会会議は、一般的平和の推進と、特にアジア地域における平和の推進を目的としている。当初は、アジア国会平和連合（Association of Asian Parliaments for Peace, AAPP）として、1999年9月にシェイク・ハシナによって創設されたが、2006年のイランのテヘランで開催された第7回総会の際に、現行名称への変更がおこなわれた。2007年の時点で、APAは、41か国の議会から構成されており、さらに17の国や組織がオブザーバーとして参加している。メンバーである各国議会には、人口規模に応じて特定の数の議席が提供されている。議席の総数、すなわち投票総数は、現在206である。議員は各国議会の議員から選出されることになっている。APA憲章とテヘラン宣言 (Tehran Declaration) は、アジア諸国間の協力枠組みを描いており、アジア統合に向けたビジョンを示している。
2016年には、カンボジアのシェムリアップで、第9回総会が開催された。
2017年には、常任理事会がブータンで開催され、同年11月の第10回総会は、イスタンブールで、「アジアにおける平和と開発の持続 (Sustaining Peace and Development in Asia)」を主題として開催された。

## 参加国
2023年現在、APAは43か国の議会が参加しており、さらに30の国や組織がオブザーバーとなっている。

### メンバー各国とAPAにおける議席数
- アフガニスタン (4) 国民議会（長老議会（英語版）、人民議会（英語版））
- アゼルバイジャン (4) 国民議会
- バーレーン (2) 国民議会（諮問院（英語版）、代議院（英語版））
- バングラデシュ (5) 国会
- ブータン (2) 国会（国家評議会l、国民議会）
- カンボジア (4) 議会（元老院、国民議会）
- 中国 (7) 全国人民代表大会
- キプロス (2) 代議院
- 北朝鮮 (4) 最高人民会議
- インド (7) 国会（上院、下院）
- インドネシア (6) 国民協議会
- イラン (5) 議会
- イラク (4) 国民議会
- ヨルダン (4) 議会（元老院（英語版）、代議院（英語版））
- カザフスタン (4) 議会（元老院（英語版）、マジリス（英語版））
- キリバス (2) 議会
- クウェート (4) 国民議会
- キルギス (4) ジョゴルク・ケネシ
- ラオス (4) 国民議会
- レバノン (4) 国民議会
- マレーシア (4) 国会（元老院、代議院）
- モルディブ (2) 国民議会
- モンゴル (4) 国家大会議
- ネパール (4) 連邦議会（国民議会（英語版）、代議院（英語版））
- パキスタン (6) 国会（元老院、国民議会）
- パラオ (2) 国民議会（元老院（英語版）、代議院（英語版））
- パレスチナ (4) 立法評議会、パレスチナ民族評議会[要出典]
- フィリピン (5) 国会（元老院、代議院）
- カタール (4) 諮問評議会
- 大韓民国 (4) 国会
- ロシア (5) 連邦議会（連邦院、国家院）
- サウジアラビア (4) 諮問評議会
- スリランカ (4) 国会
- シリア (4) 人民議会
- タジキスタン (4) 最高議会（国民議会（英語版）、代表者会議（英語版）
- タイ (5) 国民議会（元老院、人民代表院）
- 東ティモール (4) 国民議会
- トンガ (2) 立法議会
- トルコ (5) 大国民議会
- アラブ首長国連邦 (4) 連邦国民評議会
- ウズベキスタン (4) 国民議会（上院、下院）
- ベトナム (5) 国会
- イエメン (4) 諮問評議会（英語版）、代議院

### オブザーバー
- オーストラリア 連邦議会（元老院、代議院）
- ミクロネシア連邦 連邦議会
- フィジー 議会
- 日本 国会（参議院、衆議院）
- マーシャル諸島 ニティジェラ
- ナウル 議会
- ニュージーランド 代議院
- オマーン 議会（国家評議会（英語版）、諮問評議会（英語版））
- パプアニューギニア 国会
- サモア 立法議会
- ソロモン諸島 国民議会
- トルクメニスタン 議会、人民評議会
- ツバル 議会
- バヌアツ 議会
- アラブ列国議会同盟 (Arab IPU)
- アラブ議会
- ASEAN議員会議 (AIPA)
- ASEAN
- 欧州評議会
- ICAPP
- ユーラシア経済共同体議員会議 (Inter Parliamentary Assembly of the Eurasian Economic Community)
- 国際議会会議 (International Parliamentarians' Congress (IPC)
- 独立国家共同体議員会議 (Interparliamentary Assembly of Member Nations of the Commonwealth of Independent States)
- 列国議会同盟
- 非同盟運動議会ネットワーク (Non-Aligned Movement Parliamentary Network)
- 欧州評議会議員総会 (Parliamentary Assembly of the Council of Europe
- 地中海議員会議 (Parliamentary Assembly of the Mediterranean）
- テュルク語諸国議員会議 (TURKPA)
- イスラム協力機構議会同盟 (PUIC)
- アル＝クドゥスのための議会連盟 (The League of Parliamentarians for Al Quds)